# Partia Wyzwolenia Narodowego
Partia Wyzwolenia Narodowego (hiszpański Partido Liberación Nacional, PLN) – kostarykańska centrolewicowa partia polityczna. Założył ją w 1951 roku późniejszy prezydent Kostaryki José Figueres Ferrer.
Partia należy do Międzynarodówki Socjalistycznej.

## Historia
Partia została założona po zakończeniu wojny domowej, od tamtego czasu jest jedną z głównych sił politycznych w kraju. Z partii wywodzi się obecna prezydent kraju Laura Chinchilla, która zastąpiła na tym miejscu dwukrotnego prezydenta, wieloletniego przywódcę PLN i laureata Pokojowej Nagrody Nobla Oscara Sancheza. Partia wygrała wybory parlamentarne w roku 2010 z wynikiem 37,16 procenta.